# 박호군
박호군(朴虎君, 1947년 12월 1일 ~ )은 대한민국의 대학 총장, 연구인이다.

## 학력
- 신흥국민학교
- 인천중학교
- 제물포고등학교
- 1970년 : 서울대학교 화학 학사
- 1975년 : 일리노이대학교 대학원 화학과 이학석사
- 1980년 : 오하이오주립대학교 대학원 화학과 이학박사

## 경력
- 1999년 ~ 2003년 : 한국과학기술연구원장
- 2003년 ~ 2003년 : 과학기술부 장관
- 2004년 ~ 2008년 : 인천대학교 총장
- 2008년 ~ 2010년 : 인천녹색성장포럼 대표
- 2011년 : 2020스마트경제도시서울위원회 위원장
- 2012년 2월 ~ 2015년 11월 : 한독미디어대학원대학교 총장
- 2013년 12월 : 새정치 추진위원회 공동위원장
- 2015년 12월 : 서울미디어대학원대학교 총장
- 2020년 1월 ~ 2023년 12월 : 학교법인 단국대학 개방, 교육이사
- 2023년 3월 ~ : 국가교육위원회 직업·평생교육 특별위원회 위원장
- 2023년 5월 ~ : 제18대 인천연구원 원장

## 수상
- 2000년 : 인천시 과학기술상 대상
- 2001년 : 국민훈장 목련장

| 전임 채영복 | 제23대 과학기술부 장관 2003년 2월 27일 ~ 2003년 12월 27일 | 후임 오명 |